# Katinka Kendeffy

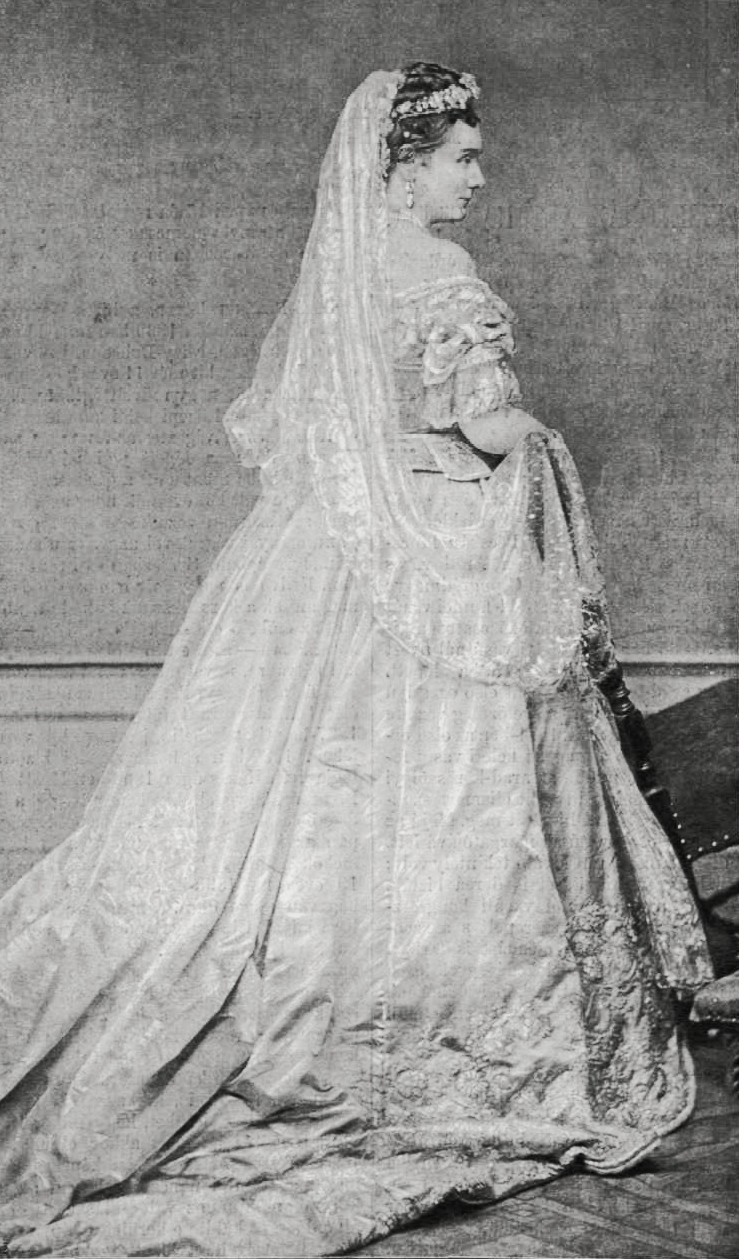
Condesa Katinka Kendeffy Andrássy (1830-1896) en 1867, con motivo de la coronación de Francisco José I

La condesa Katinka Kendeffy de Malomvíz Andrássy (1830-16 de mayo de 1896) fue una mujer de la nobleza húngara y esposa del Conde Gyula Andrássy, quien se desempeñó como primer ministro de Hungría (1867-1871) y ministro de Relaciones Exteriores de Austria-Hungría (1871-1879).

## Primeros años de vida
Kendeffy nació en Kolozsvár, Reino de Hungría, Imperio austríaco (ahora Cluj-Napoca, Rumania) del conde Ádám Kendeffy de Malomvíz (1795-1834) y su esposa, la condesa Borbála "Bora" Bethlen de Bethlen (1800–1880).

## Biografía
Después de la coronación del rey Francisco José I de Austria, se convirtió en mariscal húngara y amiga íntima de la emperatriz Isabel de Austria (Sisi). Murió en 1896, seis años después que su marido.

## Vida personal
Se casó con el conde Gyula Andrássy de Csíkszentkirály et Krasznahorka en París, el 9 de julio de 1856, cuando Andrássy vivía en la emigración tras la derrota de la Revolución húngara de 1848. Tuvieron cuatro hijos:
- Tivadar (1857-1905): político, primer marido de la condesa Eleonóra Zichy de Zich et Vásonkeő (1867-1945)
- Ilona (1858-1952): esposa del conde Lajos Batthyány de Németújvár (1860-1951), quien se desempeñó como gobernador de Fiume
- Mano (1859-1863 )
- Gyula (1860-1929): político, segundo marido de la condesa Eleonóra Zichy de Zich et Vásonkeő (1867-1945).